# Мири (Звёздный путь: Оригинальный сериал)
«Мири» (англ. Miri) — восьмой эпизод первого сезона американского научно-фантастического сериала «Звёздный путь». Впервые был показан на телеканале NBC 27 октября 1966 года, и повторён 29 июля 1967 года.

## Сюжет
В звездную дату 2713.5 звездолет Федерации «Энтерпрайз» под командованием капитана Джеймса Т. Кирка получает планетарный сигнал бедствия старого образца с планеты, абсолютно идентичной Земле. Капитан собирает десант для высадки на планету. В десантную группу вошёл он сам, первый офицер Спок, доктор Леонард МакКой, старшина Дженис Рэнд и ещё два охранника.
После телепортации на поверхность планеты они обнаруживают, что всё вокруг них с фотографической точностью напоминает Землю 1960-х годов. Во время осмотра трёхколёсного велосипеда на группу нападает гуманоид, проявляющий невероятную силу. Кирку приходится три раза выстрелить из фазера. Оказалось, что гуманоид — такой же человек как и все, но его тело слишком изуродовано непонятным вирусом. Команда слышит шум в здании и начинает поиски источника шума. В шкафу они находят девочку-подростка, абсолютно нормальную, без каких-либо отклонений в физическом развитии. Девочка говорит, что её зовут Мири. На вопрос, почему она пряталась, девочка говорит, что боится взрослых, которые раньше жгли, кричали и били людей. Она рассказывает, что её родители умерли, как и все другие взрослые. Остались только её друзья-подростки.
Вскоре члены команды с «Энтерпрайза» начинают замечать на своей коже синие язвы. Только один Спок остаётся совершенно неуязвимым для неизвестной инфекции. Мири рассказывает, что это первые признаки и они скоро станут такими, какими были другие взрослые. Девочка приводит их в здание, откуда шёл сигнал бедствия, там команда находит лабораторию. Там Кирк находит документы, описывающие проект «Продление жизни». Из документов группа узнаёт, что 300 лет назад в ходе неудачного эксперимента по продлению жизни все люди были заражены вирусом, убившем всех людей, достигших половой зрелости. Когда дети достигают половой зрелости, то на короткий срок впадают в ярость, а затем умирают. Дети же старятся всего на месяц за сто лет реального времени, как и планировалось в «Продлении жизни».
Спок рассчитывает, что у членов десанта есть всего 7 дней, чтобы избавиться от болезни. На корабль команда вернуться не может, так как заразит весь экипаж. Спок тоже может занести вирус на звездолёт, поэтому остаётся с десантной группой внизу. В это время остальные дети воруют коммуникаторы команды, без которых МакКой не сможет связаться с «Энтерпрайзом» и не сможет воспользоваться судовым компьютером для поиска вакцины. Мири остаётся со взрослыми, потому что ей нравится Джеймс Кирк. Однако после того, как старшина Дженис Ренд выходит из себя из-за перспективы скорой смерти и Кирк пытается её успокоить, Мири начинает ревновать и убегает к другим детям. Мири подговаривает остальных детей похитить старшину.
Мири возвращается к Кирку, а тот объясняет ей, что рано или поздно все дети вырастут и умрут от вируса, если не помогут искать лекарство. Он берёт её за руку и показывает синее пятно — такой же признак заражения, как и у всех людей с корабля. Мири ведёт Кирка к детям. Капитан пытается объяснить детям свойства вируса, но те его не слушают и набрасываются на него. Наконец, капитану удаётся успокоить детей, забрать коммуникаторы и освободить Дженис Рэнд. В этот момент МакКой не дождавшись помощи вводит себе не проверенную компьютером сыворотку и падает без сознания на пол. Однако, вскоре его раны исчезают и он приходит в себя, сыворотка оказалась безопасной и действенной.

## Создание
Экстерьер поверхности планеты был заимствован из американского ситкома «Шоу Энди Гриффита» (англ. The Andy Griffith Show).
Некоторых детей сыграли родственники актёров сериала. Так, в эпизоде снялись два сына Грейс Ли Уитни, дочь Уильяма Шетнера Элизабет, а также дочери Джина Родденберри. Впервые на экране появился семилетний на тот момент будущий довольно известный актёр Фил Моррис (роль без указания в титрах: мальчик — армейский шлем).

## Ремастеринг
Этот эпизод, как и остальные, в 2006 году подвергся ремастерингу в честь сорокалетия сериала. Помимо улучшенного звука и изображения, а также полностью компьютерной модели «Энтерпрайза» в эпизоде для большей реалистичности полностью перерисовали планету-близнеца Земли. Обработанный эпизод вышел на экраны 16 сентября 2006 года.

## Отзывы
Зак Хандлен из газеты The A. V. Club дал эпизоду оценку «A-», отметив, что сюжетный ход сделать антагонистами детей очень удачен. Он также отметил, что на протяжении всего эпизода у зрителя сохраняется ощущение угрозы экипажу корабля, хотя зритель знает, что те не умрут.